# Џереми Корбин
Џереми Бернард Корбин (26. мај 1949) је британски политичар. Био је лидер Лабуристичке странке и опозиције од 2015. до 2020. године. Члан је Парламента Уједињеног Краљевства од 1983. године.
Избор Корбина за лидера Лабуристичке странке у Уједињеном Краљевству се сматрао великим изненађењем у модерној политичкој историји ове земље.
Корбин се изјашњава као демократски социјалиста.

## Младост
Рођен је 26. маја 1949. године у Чипенаму у Вилтширу. Студирао је на Универзитету Северног Лондона. Најмлађи је од четворо синова Наоми Лавдеј (1915–1987), професорке математике, и Дејвида Корбина (1915–1986), инжењера електротехнике и експерта за напајање исправљача. Млађи је брат познатог острвског водитеља временске прогнозе, који је физичар и метеоролог. Његови родитељи су били чланови Лабуристичке странке и борци за мир, који су се упознали 1930-их година на састанцима у знак подршке републиканској Шпанији током Шпанског грађанског рата. Корбин се учланио у Лабуристичку странку када је имао 16 година. А када је имао око 19 година две године је волонтирао на Јамајци. Путовао је кроз Латинску Америку и посетио је Бразил, Аргентину, Уругвај и Чиле. У Бразилу је учествовао у демонстранцијама у Сао Паулу против бразилске војне власти. Присуствовао је првомајском маршу у Сантијагу, где је на њега утисак оставила коалиција Салвадора Аљендеа, која је победила на демократским изборима 1970. године. Када се вратио у Британију посветио се синдикализму и активизму.

## Избор за лабуристичког лидера
Након мајских парламентарних избора 2015. године у Великој Британији, Лабуристичка странка, друга највећа странка у тој земљи доживела је пораз, који је приморао дотадашњег лидера Еда Милибанда да поднесе оставку после једног од лошијих изборних резултата у историји странке. На унутарстраначким изборима у септембру 2015. године за новог лидера је изабран Џереми Корбин, у његовој доби од 66 година. Добио је 59,5% гласова од чланова.
Током кампање су јавности постали познати његови ставови о укидању или значајном смањењу овлашћења монархије, напуштању Северне Ирске, нуклеарном разоружању, поновној национализацији жељезница и других кључних делова привреде. Иако се испочетка сматрао маргиналним аутсајдером, на изборима је премоћно победио, што се често тумачи подршком синдиката, али и великог броја младих лабуристичких гласача који су се противили лабуристичком естаблишменту, односно дотадашњој центристичкој и трећепуташкој политици "нових" лабуриста, за коју се сматра да је "издала" ниже слојеве, односно да се нимало не разликује од конзервативаца.
У мејловима послатим члановима странке, само пар сати након победе, Корбин је затражио од свих чланова да предложе питања за тадашњег премијера која ће као нови лидер поставити премијеру у парламенту. Образложење које је Корбин дао је да жели да буде базно-демократски глас свих чланова странке.

## Политички живот
Између 1974. и 1983. године био је изабрани одборник у лондонској општини Харинги, организатор Националне уније запослених у јавном сектору и члан здравственог одбора. Посланик је Парламента Велике Британије од 1983. године, у којем представља Ајлингтон Норт. Члан је Социјалистичке кампањске групе, као и Лондонског регионалног селекторског комитета, а пише и седмичну колумну за "Морнинг Стар".
Као антимилитариста, противио се ратовима у Ираку, Авганистану и другим земљама. Председавајући је организацији "Коалиција за заустављање рата". 31. октобра 2006. године је подржао велшку странку "Plaid Cymru" и Шкотску националну странку у њиховом позиву да се испитају услови под којима је Британија ушла у поменуте ратове упркос томе што је члан странке која је земљу у те конфликте уопште и увела.
Противи се оружју за масовно уништавање, и дугогодишњи је присталица Кампање за нуклеарно разоружавање, као и један од њена три потпредседавајућа. Члан је и Амнести интернешенела.
„Имамо моралну дужност и међународне обавезе да Британију и свет учинимо сигурнијим местом. Као потписница споразума о неширењу нуклеарног наоружања, Британија би требало да тражи замену за Триднет јер смо се обавезали да ћемо убрзати напредак ка разоружању.“, наводи се у документу који је потписао Корбин.
Џереми Корбин је у младости ухапшен на лондонским демонстрацијама против система апартхајда у Јужној Африци, а од тада је виђен на сваком битнијем антиратном протесту или демонстрацијама против економских мера штедње.
Противи се тренутној израелској политици према Палестинцима. Подржава процес деколонизације ирског острва и уједињену републиканску Ирску. Солидарише се са многим угњетеним земљама у свету.
Корбин је републиканац и антимонархиста, па је тако једном приликом покренуо петицију која је тражила да се краљевска породица пресели из Бакингемске палате у "скромнију кућу". Током говора након смрти мајке краљице 2002. године носио је јаркоцрвени џемпер.
Од 2005. године побунио се против лабуристичког шефа посланичког клуба и гласао против званичног става своје странке у чак 238 наврата, што је четвртина укупног броја његових гласања у парламенту. Ако се рачуна период од 1997. године, када су се лабуристи вратили на власт, побунио се против страначке линије у чак 533 наврата.
Између 7. маја и 31. августа 2010. године био је члан парламента са најнижим потраживањима за плаћање трошкова, а од самог почетка свог мандата од 1983. године до данас је увек био на самом дну те лествице.
„Штедљиви сам члан парламента. Мислим да би требало да потражујемо новац само за оно што је потребно да водимо своју канцеларију али да будемо опрезни јер је то очито јавни новац.“, објаснио је Корбин за "Ајлингтон газет", дневни лист из његове изборне јединице.
Године 2013. је освојио Међународну мировну награду "Ганди". Петоструки је освајач Парламентарне браде године, што је рекорд, а освојио је и награду за Браду године коју додељује "Брадати ослободилачки фронт", група која води кампању за "забрађивање". Своју браду Џереми Корбин описује као "облик неслагања" са званичном политиком "нових" лабуриста.
Велики је борац за права животиња и борац за заштиту животне средине.
„Џереми Корбин је светачка фигура која поседује енорман интегритет. Он је једноставно човек који живи у складу са сопственим принципима.“, казао је некадашњи лабуристички посланик Крис Мулин у емисији "Панорама" Би Би Си-ја.

## Политички програм
Корбин промовише изражени социјалдемократски програм у реалполитици. Програм подразумева нову национализацију приватизоване комуналне привреде коју чине железничке и енергетске компаније, одустајање од мера штедње и раст јавних инвестиција, веће порезе за супербогате, развијање механизама социјалне заштите и јавних услуга, приступачно и квалитетно здравство и образовање, програм становања, енергетску политику која се темељи на обновљивим изворима енергије ради заштите животне средине, поштовање и унапређење људских и мањинских права укључујући права ЛГБТ заједнице. У спољној политици, Корбин у великој мери подржава смањење интервенционистичке војне политике и војне потрошње, а више међународне дипломатије и сарадње.

## Приватни живот
Живи са трећом женом. Са бившом супругом Клаудијом има три сина.
Корбин је вегетаријанац скоро 50 година, те веома ретко конзумира алкохол. Према писању "Гардијана", воли један ресторан у западном Лондону, где обично једе хумус након учешћа у демонстрацијама на Трафалгар Скверу.
Води скроман стил живота. Не поседује аутомобил, па се превози бициклом или јавним превозом. Хобији су му трчање, крикет, бициклизам и навијање за Арсенал.
Воли радове ирског песника Јејтса. Омиљени новелиста му је преминули писац Чинуа Ачабе из Нигерије који је познат по књизи "Ствари на продају", која говори о тензијама између колонијализма и традиционалних друштава. Течно прича шпански језик и ужива у литератури Латинске Америке. Омиљени филмови су му "Велики Гетсби" и "Казабланка".